# 岸野牧夫
岸野 牧夫（きしの まきお、1882年（明治15年）1月1日 – 1962年（昭和37年）4月21日）は、大正から昭和期の政治家。参議院議員、徳島県会議長。

## 経歴
徳島県三好郡芝生村（三野村、三野町芝生を経て現三好市）で、岸野藤三郎の長男として生まれる。県立中学校を卒業した。一年志願兵として入隊し陸軍中尉に昇進し、のちに帝国在郷軍人会三好郡聯合分会長を務めた。
三好郡会議員を経て、1923年（大正12年）徳島県会議員に選出され24年間在任し、この間、参事会員、副議長を務め、1937年（昭和12年）県会議長に就任した。この間、大政翼賛会徳島県支部顧問などを務めた。
1947年（昭和22年）4月の第1回参議院議員通常選挙に徳島県地方区から出馬して当選し（補欠、任期3年）緑風会に所属したが、公職追放となり任期途中の同年7月2日に辞職し、参議院議員に1期在任した。
その他、徳島県物価協議会議長、徳島県森林組合会長などを務めた。

## 脚註